# Trephopoda
Trephopoda es un género de arañas araneomorfas de la familia Gnaphosidae. Se encuentra en África austral.

## Lista de especies
Según The World Spider Catalog 12.0:
- Trephopoda aplanita (Tucker, 1923)
- Trephopoda biamenta (Tucker, 1923)
- Trephopoda ctenipalpis (Lawrence, 1927)
- Trephopoda hanoveria Tucker, 1923
- Trephopoda kannemeyeri (Tucker, 1923)
- Trephopoda parvipalpa (Tucker, 1923)